# Інститут історії Словацької академії наук
48°08′33″ пн. ш. 17°07′12″ сх. д. / 48.14239° пн. ш. 17.120053° сх. д.
Інститут історії Словацької академії наук (скорочено HÚ SAV; 1982-1990 Інститут історичних наук) - інститут Словацької академії наук, який займається фундаментальними дослідженнями історії Словаччини від найдавніших часів до сьогодення, окремими проблемами загальної історії та історії науки і техніки в Словаччині. Заснована у 1943 році.